# Parafia Najświętszej Maryi Panny Wspomożenia Wiernych w Jaroszowcu
Parafia Najświętszej Maryi Panny Wspomożenia Wiernych w Jaroszowcu – parafia rzymskokatolicka znajdująca się w diecezji sosnowieckiej, w dekanacie jaroszowieckim. Została erygowana 19 września 1978 roku przez bp. Jana Jaroszewicza. W parafii posługują księża diecezjalni. 
Kościół parafialny został wzniesiony w latach 1981–1995. Od 1996 świątynia nosi tytuł sanktuarium. 

## Zasięg parafii
Do parafii należą wierni z miejscowości: Jaroszowiec, Bogucin Duży, Pazurek, Zalesie Golczowskie, Kolbark-Młyny.

## Proboszczowie
- ks. Stanisław Fert, pierwszy proboszcz i budowniczy kościoła (od 1978)[2]
- ks. Jan Wieczorek (od 2005)[2]